# وورونژا
وورونژا (به لاتین: Voronzha) یک منطقهٔ مسکونی در روسیه است که در استان آمور واقع شده‌است.